# Krizotemis
Krizotemis (lat. Chrysothemis), rod iz porodice gesnerijevki rasprostranjen po sjeveru Južne Amerike , Pripada mu devet vrsta 
Dio je podtribusa Columneinae.

## Etimologija
Oboje je izvedeno iz grčkog χρυσούς, chrysous = zlatan, zlatne boje, i θεμις, themis = zakon, pravilo ili άνθη, anthē, άνθεμον, anthēmon = cvijet, aludirajući na jarkožutu ili narančastu boju cvijeta, ili (manje vjerojatno) nazvan po Krizotemidi iz grčke mitologije.

## Opis roda
Chrysothemis je rod od devet vrsta trajnica porijeklom iz Kariba, Meksika (Chiapas) i Gvatemale n a jug do Kolumbije, Venezuele, Gvajane, Surinama, Francuske Gvajane i Brazila (država Amazona). Raste u zasjenjenim područjima uz ceste i potoke u vlažnim šumama.  To su terestrične ili epifitske trajne biljke s gomoljima. Stabljike sukulentne, uspravne ili rijetko polegle. Listovi nasuprotni, (sub)izofilni, opnasti. Peteljka kratka. Plod je mesnata čahura, okruglasta do jajolika, uključena u postojanu čašku.

## Vrste
1. Chrysothemis adenosiphon (Leeuwenb.) M.M.Mora & J.L.Clark
2. Chrysothemis colonensis (Wiehler) M.M.Mora & J.L.Clark
3. Chrysothemis dichroa Leeuwenb.
4. Chrysothemis friedrichsthaliana (Hanst.) H.E.Moore
5. Chrysothemis kuhlmannii Hoehne
6. Chrysothemis melittifolia (L.) M.M.Mora & J.L.Clark
7. Chrysothemis panamensis (Seem.) M.M.Mora & J.L.Clark
8. Chrysothemis pulchella (Donn ex Sims) Decne.
9. Chrysothemis rupestris (Benth.) Leeuwenb.